# Улица Крупешина (Балашиха)
Улица Крупешина (иногда: улица Андрея Крупешина) — улица в микрорайоне Балашиха-2 города Балашиха Московской области. Названа в честь Андрея Крупешина, организатора клуба рабочих подростков и первого руководителя комсомольской ячейки на Балашихинской хлопкопрядильной фабрике в 1917—1918 годах.

## Описание
Улица расположена на юго-западной окраине микрорайона Балашиха-2 на обеих сторонах реки Пехорка.
Отходит на регулируемом перекрёстке от Советской улицы примерно на восток. Далее следует через большую плотину бывшей Балашихинской хлопкопрядильной фабрики (БХПФ), у восточного конца которой поворачивает на северо-восток, поднимаясь при этом заметно в гору. Здесь же к ней примыкают две другие улицы: пешеходный участок Заречной улицы («Бродвей») — с севера, а начало улицы Текстильщиков — с юго-востока.
В конце подъёма улица поворачивает на восток и через одну остановку заканчивается регулируемым Т-образным перекрёстком со Спортивной улицей,
Нумерация домов — от Советской улицы (точнее, от улиц Заречной и Текстильщиков; постройки до плотины по улице Крупешина не числятся).

## Здания и сооружения
Нечётная сторона
- № 1 — кожно-венерологический диспансер (4 этаж.; кирпичн.)
- № 1А — одноэтажное кирпичное здание с огороженной территорией
- № 5 — Балашихинский промышленно-экономический колледж[1]
- № 9 — школа образовательная специальная (коррекционная) № 8

Чётная сторона
- № 2 — жилой дом (9 этаж.; панельный)[2]
- № 2А — зоомагазин и прокат лимузинов (бывшая библиотека; одноэтажное деревянное здание с богатым резным декором)
- № 4 — жилой дом (кирпичн.)[3]
- № 6 — жилой дом [4]

## Исторические здания

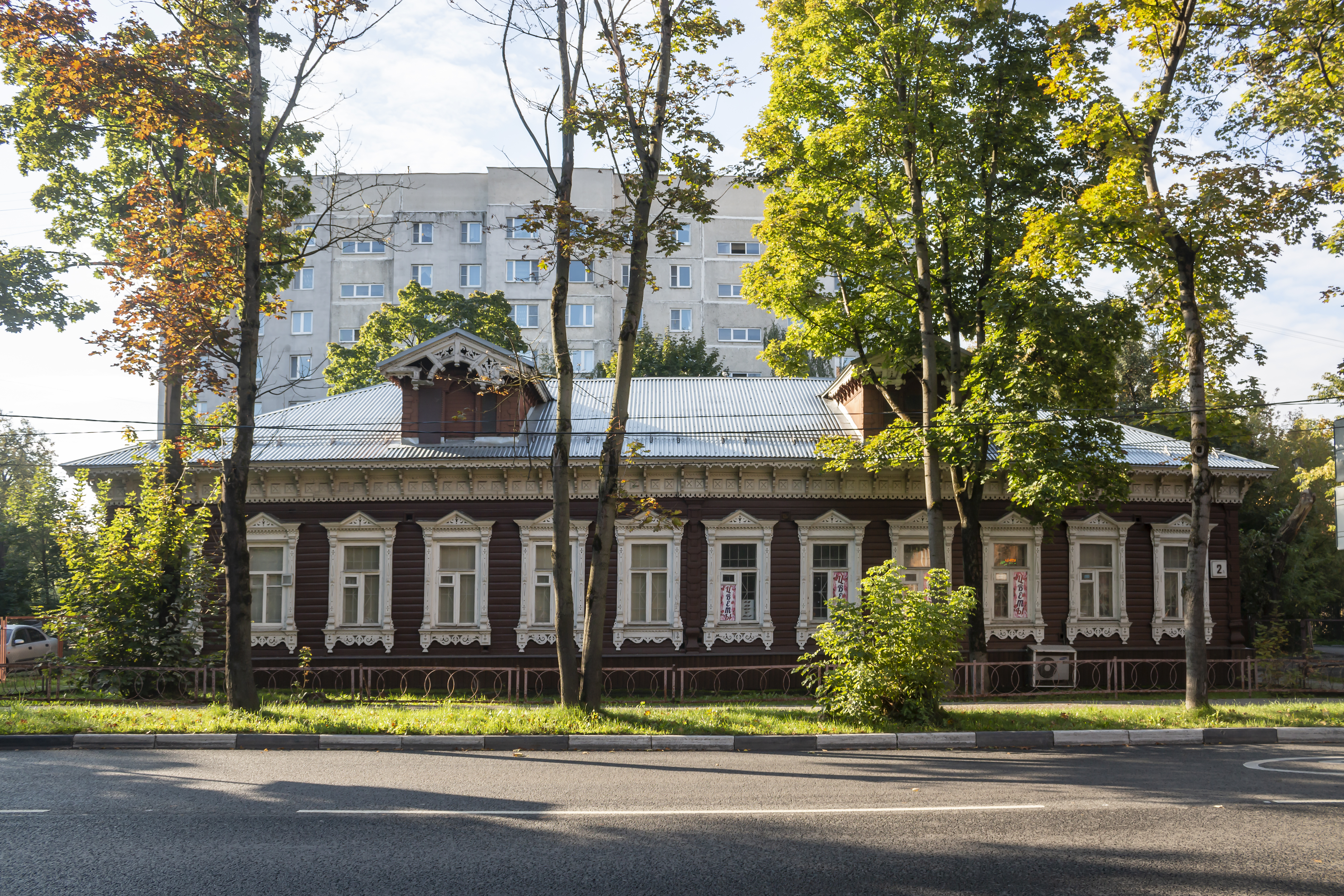
Дом для служащих Балашихинской хлопко-прядильной фабрики (дом 2А)

## Транспорт
Остановки общественного транспорта на улице Крупешина и в начале Спортивной улицы (у стадиона «Труд»).